# Marian Konieczny

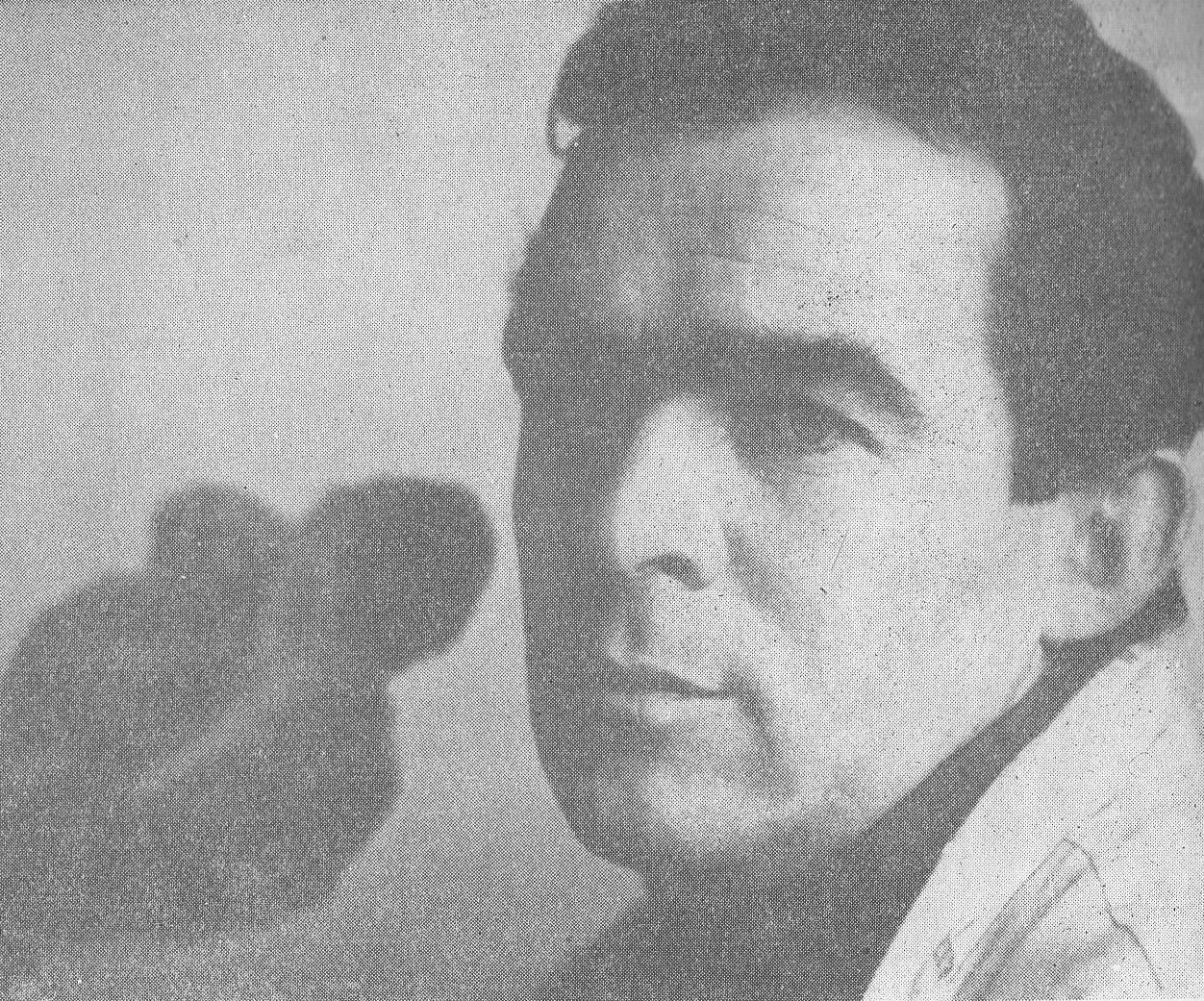
Marian Konieczny in den 1960er Jahren

Marian Konieczny (geboren 1930 in Jasionów; gestorben 2017 in Warschau) war ein polnischer Bildhauer und Politiker der Volksrepublik Polen. Er schuf im Stil des Realsozialismus.

## Leben und Werk
Konieczny stammte aus einfachen Verhältnissen. Er studierte an der Akademie der Bildenden Künste Krakau, die er 1954 abschloss. Er war ein Schüler von Xawery Dunikowski. Später studierte er in Leningrad. Ab 1958 war er Dozent der Akademie der Bildenden Künste Krakau. 1963 wurde seine erste große Komposition, das Denkmal der Helden Warschaus, enthüllt. Er schuf zahlreiche monumentale Denkmäler in Polen, Algerien, Japan, Kanada und den USA. Daneben errichtete er auch Grabmäler von unter anderem Barbara Lass und Wiktor Zin auf dem Friedhof Rakowicki.

## Nachweise
- Ryszard Wójcik, Konieczny – Jego żywiołem jest brąz, [in:]  Zygmunt Marcińczak, Nasi współcześni, MAW, Warszawa, 1980, S. 100–111, ISBN 83-203-1266-3

| Personendaten    | Personendaten        |
| ---------------- | -------------------- |
| NAME             | Konieczny, Marian    |
| KURZBESCHREIBUNG | polnischer Bildhauer |
| GEBURTSDATUM     | 1930                 |
| GEBURTSORT       | Jasionów             |
| STERBEDATUM      | 2017                 |
| STERBEORT        | Warschau             |